# Фоккен, Вим
Вилхелмюс Хендрикюс (Вим) Фоккен (нидерл. Wilhelmus Hendricus "Wim" Focken; 28 июля 1923, Амстердам — 12 декабря 1988, там же) — нидерландский футболист, игравший на позиции полузащитника, выступал за амстердамские команды «Аякс», ВВА и ОВВО.

## Спортивная карьера
В возрасте 13 лет вступил в футбольный клуб «Блау-Вит», а до этого был членом клуба СВА. На тот момент он проживал с родителями в западной части Амстердама по адресу Зевен Провинсиэн 99. Ранее в «Блау-Вит» перешёл его старший брат Йоханнес Корнелис из клуба «Хет Вестен». Летом 1937 года перешёл в «Аякс», присоединившись к команде кандидатов. С 1939 по 1941 год играл за юниорский состав на позиции полузащитника.
В сезоне 1945/46 начал играть за вторую команду «Аякса», где также выступали Джим Григолейт и Боб де Конинг. В следующем сезоне был заигран за четвёртый состав. В январе 1947 года подал запрос на переход в АФК, но отказался от этого решения. В сезоне 1947/48 продолжил играть за «Аякс 2», а в 1950 году выиграл с командой чемпионат среди резервных составов. В первой команде дебютировал 25 февраля 1951 года в матче чемпионата Нидерландов против клуба НЕК. Домашняя встреча на стадионе «Де Мер» завершилась победой амстердамцев со счётом 4:1. В дебютном сезоне принял участие в семи матчах чемпионата.
В следующем сезоне появился на поле лишь в одном матче чемпионата. В последний раз за «красно-белых» сыграл 16 сентября 1951 года в гостевом матче с «Ахиллесом», заменив в стартовом составе травмированного Фрица Бринена. В январе 1952 года запросил перевод в клуб ВВА и уже летом покинул «Аякс». Позже играл за клуб ОВВО вместе с Питом Аудерландом и Тони Янсеном.

## Личная жизнь
Отец — Йоханнес Корнелис Фоккен, мать — Маргарета Петронелла Холландер. Родители были родом из Амстердама, они поженились в 1916 году — на момент женитьбы отец был рабочим в магазине. В их семье воспитывался ещё старший сын Йоханнес Корнелис, родившийся в 1917 году.
Женился в возрасте двадцати трёх лет — его супругой стала 22-летняя Афье Валтер, уроженка Амстердама. Их брак был зарегистрирован 20 марта 1947 года.
Умер 12 декабря 1988 года в Амстердаме в возрасте 65 лет.